# Мисима (посёлок)
Мисима (яп. 三島町 Мисима-мати) — посёлок в Японии, находящийся в уезде Онума префектуры Фукусима. Площадь посёлка составляет 90,83 км², население — 1728 человек (1 августа 2014), плотность населения — 19,02 чел./км².

## Географическое положение
Посёлок расположен на острове Хонсю в префектуре Фукусима региона Тохоку. С ним граничат посёлки Канеяма, Янайдзу и село Сёва.

## Население
Население посёлка составляет 1728 человек (1 августа 2014), а плотность — 19,02 чел./км². Изменение численности населения с 1980 по 2005 годы:
| 1980 | 3389 чел. |  |
| 1985 | 3180 чел. |  |
| 1990 | 2883 чел. |  |
| 1995 | 2674 чел. |  |
| 2000 | 2474 чел. |  |
| 2005 | 2250 чел. |  |

## Символика
Деревом посёлка считается Paulownia tomentosa, цветком — Prunus sargentii, птицей — Parus varius.

## Достопримечательности
Музей Сэйкацу Когей (предметы искусства для повседневной жизни). На базе музея работают творческие мастерские и проводятся выставки и фестивали народного творчества.